# Forever People
I Forever People sono un gruppo di personaggi immaginari appartenente all'universo fumettistico della DC Comics, creato da Jack Kirby ed esordito nel 1971 nella serie a fumetti omonima che, insieme alle serie Nuovi Dei e Mister Miracle, fa parte della saga del Quarto Mondo (Fourth World), scritta e disegnata da Jack Kirby e pubblicata negli Stati Uniti d'America dalla DC Comics tra il 1970 e il 1973.

## Caratterizzazione dei personaggi
I Forever People sono un gruppo di giovani nuovi Dei del pianeta Nuova Genesi che sono stati inviati sulla Terra per contrastare Darkseid, signore di Apokolips; il gruppo è formato da Bella Sognatrice (Beautiful Dreamer), Grande Orso (Big Bear), Mark Moonrider, Serifan e Vykin il Nero (Vykin); il loro aspetto e il loro modo di parlare e di comportarsi assomigliava a quello dei figli dei fiori. Ogni personaggio ha delle abilità speciali, ma in più il gruppo può unirsi usando la tecnologia della Scatola Madre per richiamare il potente eroe noto come Uomo Infinito.

## Storia editoriale
Il gruppo di personaggi ha avuto una prima serie regolare dedicata, Forever People (vol. 1), conclusa dopo undici numeri editi dal 1971 al 1972. Sono stati poi ripresi negli anni ottanta per una miniserie omonima di sei numeri edita nel 1988. All'interno poi del rilancio editoriale della DC Comics, The New 52, nel 2014 è stata pubblicata la miniserie di nove numeri Infinity Man and the Forever People, scritta da Keith Giffen e Dan Didio.